# Cadillac Series 353
Der Cadillac Series 353 ist ein von September 1929 bis Sommer 1930 gebautes Modell des US-amerikanischen Autoherstellers Cadillac mit V8-Motor.

## Modellgeschichte
Im September 1929 präsentierte Cadillac als Nachfolger des Series 341 den Series 353, wiederum mit V8-Motor.
In technischer Hinsicht basierte der Series 353 auf der letzten Ausführung des Series 341. Die Spurweite vorne wurde gegenüber dem Vorgänger um 3 Zoll verbreitert, der Durchmesser der Scheinwerfer leicht vergrößert und der Kühler verbreitert. Der V8 wurde leicht auf 5,8 Liter aufgebohrt. Das zuletzt sehr unübersichtlich gewordene Angebot an Karosserien wurde auf 7 Fisher-Karosserien und 11 Grundmodelle von Fleetwood zurückgefahren, wobei von letzterem Karossier weiterhin Einzelstücke bestellt werden konnten.
Zusätzlich gab es auf einem Radstand von 386,1 cm weiterhin eine Ambulanz und einen Leichenwagen.
Bereits im Oktober 1930 wurde der 353 durch den Series 355 abgelöst. Bis dahin waren vom Series 353 insgesamt 14.995 Stück entstanden.

## Technische Daten
| Daten Cadillac Series 353 (1929/30) | Daten Cadillac Series 353 (1929/30) | Daten Cadillac Series 353 (1929/30) | Daten Cadillac Series 353 (1929/30) | Daten Cadillac Series 353 (1929/30) | Daten Cadillac Series 353 (1929/30) | Daten Cadillac Series 353 (1929/30) | Daten Cadillac Series 353 (1929/30) |
| Modelljahr                          | Hubraum (cm³)                       | Leistung (PS)                       | Radstand (cm)                       | Länge (cm)                          | Leergewicht (kg)                    | Preis (US-$)                        | Stückzahl                           |
| ----------------------------------- | ----------------------------------- | ----------------------------------- | ----------------------------------- | ----------------------------------- | ----------------------------------- | ----------------------------------- | ----------------------------------- |
| 1930                                | 5786                                | 96                                  | 355,6–386,1                         | nicht bekannt                       | 2202–2410                           | 3295–5945                           | 14.995                              |